# 新橫濱

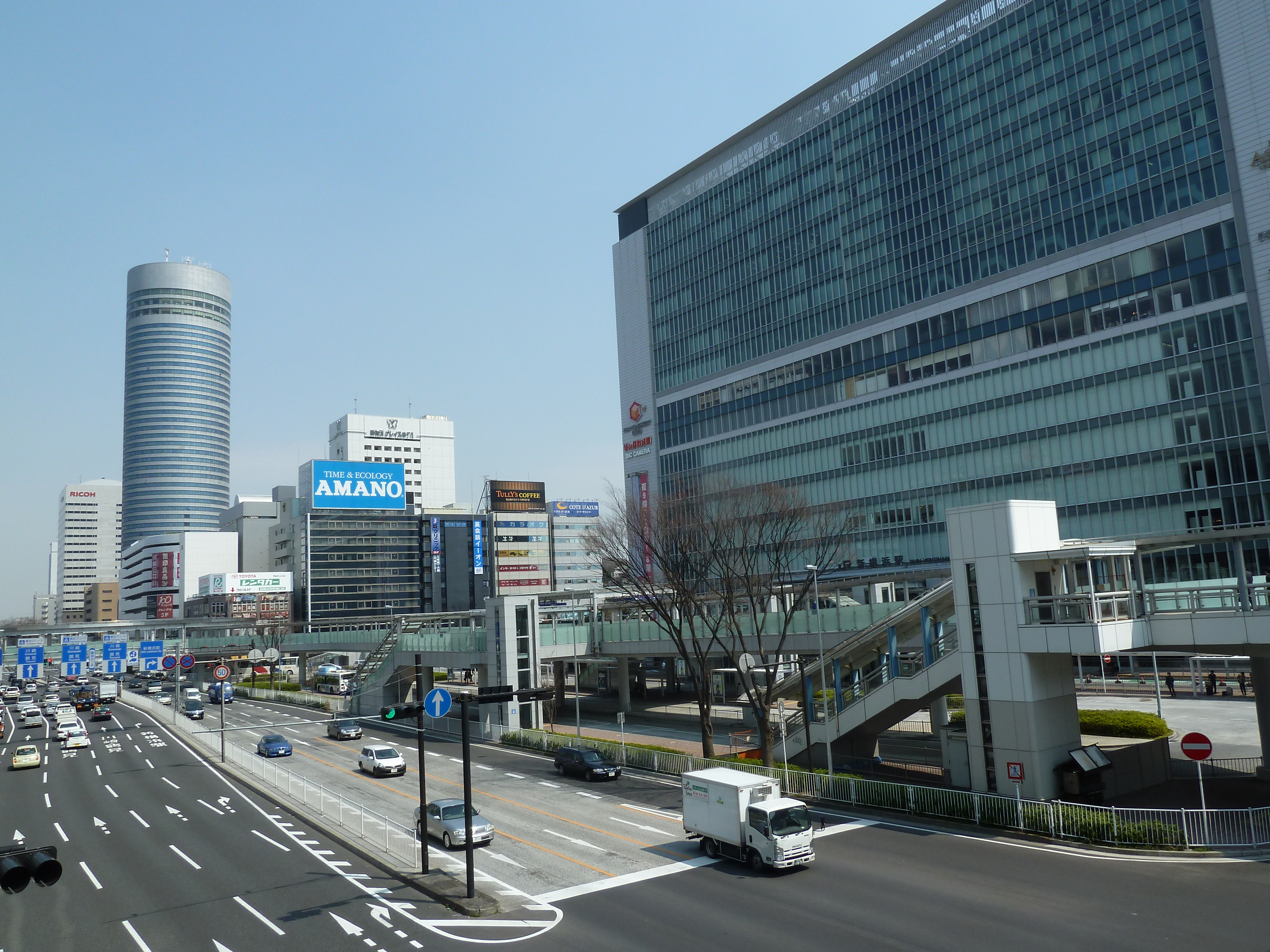

新橫濱（日语：新横浜、しんよこはま）是位於日本神奈川縣橫濱市港北區以新橫濱站為中心的一個地區。這一地區被橫濱市政府規劃為橫濱市的都心之一。東海道新幹線通車之前，這裡曾經是橫濱市最大的水田地帶。在室町時代，這裡曾是長尾景春之亂的戰場。

## 外部連結
- 港北区ウェブページ （页面存档备份，存于）
- 横浜市都市整備局 市街地整備調整課 市街地開発の状況[]（アーカイブ）